# إدي فوستر (لاعب كرة قدم أمريكية)
إدي فوستر (بالإنجليزية: Eddie Foster)‏ هو لاعب كرة قدم أمريكية أمريكي، ولد في 5 يوليو 1954 في هيوستن في الولايات المتحدة.

## وصلات خارجية
- إدي فوستر على موقع مرجع كرة القدم المحترفة.كوم (الإنجليزية)
- إدي فوستر على موقع JustSportsStats.com (الإنجليزية)
- إدي فوستر على موقع كلية كرة القدم في سبورتس رفرنس.كوم (الإنجليزية)